# ミストレス (敬称)
ミストレス（Mistress）は、英語における女性に対する古い形の敬称である。

## 概要
男性に対するマスターに対応するもので、「家の女主人」、特に家庭内労働者のいる家の世帯主を意味する。
ウィリアム・シェイクスピアの『ウィンザーの陽気な女房たち』などに登場するクィックリー夫人(Mistress Quickly)がその例である。
この敬称は既婚女性にも未婚女性にも使われる。ミセスやミスの敬称はミストレスから派生したものである。
さらに古い形はマストレス(Mastress)である。

## その他の用法
ミストレスは、「女主人」の事を指す英語。本来は、英語における男性の敬称「マスター」 (Master) に対応する女性の敬称「ミストレス」で、転じて女主人、女性支配者、女教師、愛人、「女王」を指す言葉として用いられる。

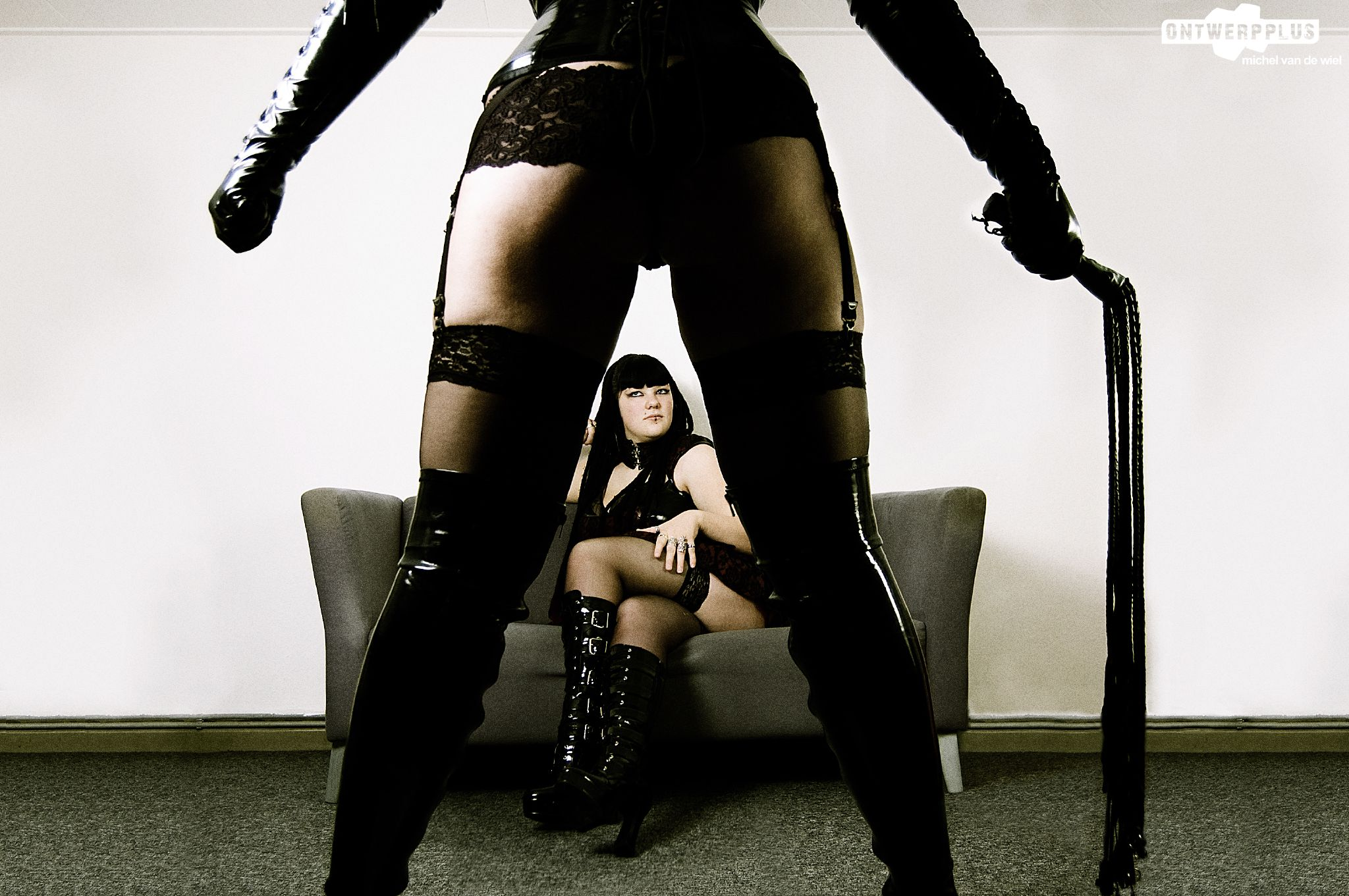
典型的なミストレスのイメージ。

### BDSM用語
BDSMでは文字通り服従的なパートナーに対する支配的な女性を指す。女性が支配、男性が服従という「強い女性」の登場により、単なる尊称としてよりも、支配的な性格、行動も含めてミストレス（女王様）と定義され用いられる場合がある。英語ではドミナトリクス[:en]（女性支配者の意味）ともいうことから、BDSM用語では「ドミナ」という呼び名もある。

### キャットファイト用語
BDSM用語から派生してドミネーション系キャットファイトにおいても、専ら攻撃側にまわり、攻撃を受容する側に回らないキャットファイターのことを指す場合がある。